# Julia Rodríguez-Maribona
Julia Rodríguez-Maribona (Avilés, 12 de novembre de 1923 – Neuchâtel, 16 de març de 2005) va ser una infermera espanyola considerada la inventora del pal de fregar juntament amb la seva mare, Julia Montoussé Fargues.

## Trajectòria
Rodríguez-Maribona va néixer a Avilés el 1923, fruit del matrimoni entre Julia Montoussé i l'industrial José Maribona. En la dècada dels vuitanta va emigrar a Suïssa. Va morir de leucèmia a la ciutat suïssa de Neuchatel el 16 de març de 2005.

## El seu invent
Julia Rodríguez-Maribona i la seva mare van dissenyar un dispositiu de neteja que combinava galleda, pal i drap, que posteriorment va ser conegut com a pal de fregar. Val a dir que a mitjans anys cinquanta del segle xx, quan van idear i fabricar el seu artilugi, eren les dones les úniques que fregaven els terres i ho feien agenollades, amb baieta i cubell, una postura que propiciava problemes de salut.
Per a aquest invent van obtenir el 1953 el model d'utilitat (un tipus de dret que es concedeix a una invenció i que impedeix a tercers utilitzar comercialment la invenció protegida, sense la seva autorització) n.º 34.262, amb el títol "Dispositiu acoblable a tota classe de recipients tal com cubells, galledes, poals, calderes i similars, per facilitar el fregat, rentat i eixugada de pisos, sòls, passadissos, sòcols i locals en general".
Al cap d'uns anys el disseny va ser adquirit per la fàbrica d'articles d'ús domèstic Manufacturas Rodex, de l'enginyer Manuel Jalón, que el va millorar, patentar i fabricar. Sovint se li ha atorgat erròniament el reconeixement de l'invent per la patent d'invenció n.º 298.240 que va registrar el 1964, i basant-se en aquesta diferència jurídica entre model d'utilitat i patent d'invenció. Però tot i que Julia Montoussé Frages i Julia Rodríguez-Maribona, que no tenien cap intenció empresarial, van optar per un registre de model d'utilitat, molt més econòmic que la patent d'invenció i d'un abast només nacional, elles són les que van inventar el pal de fregar onze anys abans que es fabriqués industrialment. Així ho recull també l'Oficina Espanyola de Patents i Marques en el catàleg titulat 200 años de patentesː «Entre els nombrosos antecedents del pal de fregar hi ha patents de dones com la registrada el 1953 per Julia Montoussé Fargues i Julia Rodríguez-Maribona.[…] A la llum del que ens mostra el plànol adjunt no pot qualificar-se d'altra cosa que d'un autèntic pal de fregar molt anterior al famós de Manuel Jalón».